# 2009년 10월
| 2009년: 1월 · 2월 · 3월 · 4월 · 5월 · 6월 · 7월 · 8월 · 9월 · 10월 · 11월 · 12월 |

| <           | 2009년 10월 | 2009년 10월 | 2009년 10월 | 2009년 10월 | 2009년 10월 | >          |
| 일          | 월          | 화          | 수          | 목          | 금          | 토         |
|             |             |             |             | 1 8.13 기묘 | 2 14 경진   | 3 15 신사  |
| 4 16 임오   | 5 17 계미   | 6 18 갑신   | 7 19 을유   | 8 20 병술   | 9 21 정해   | 10 22 무자 |
| 11 23 기축  | 12 24 경인  | 13 25 신묘  | 14 26 임진  | 15 27 계사  | 16 28 갑오  | 17 29 을미 |
| 18 9.1 병신 | 19 2 정유   | 20 3 무술   | 21 4 기해   | 22 5 경자   | 23 6 신축   | 24 7 임인  |
| 25 8 계묘   | 26 9 갑진   | 27 10 을사  | 28 11 병오  | 29 12 정미  | 30 13 무신  | 31 14 기유 |

| - 10월 4일 - 나카가와 쇼이치 - 10월 31일 - 이후락 편집하기 |

## 2009년10월 28일
- 수원시 장안구, 안산시 상록구, 강릉시 등 대한민국의 5개 선거구에서 국회의원 재·보궐선거가 시행되었다. 투표율은 약 39%로 집계되었다.
- 마이크로소프트에서 발매한 윈도우 7이 대한민국에서 판매되기 시작하였다.
- 파키스탄 페샤와르에서 사상 최대 규모의 차량 폭발 테러가 일어나, 86명이 사망하고 200여명이 부상을 당하였다.

## 2009년10월 27일
- 보스니아 내전의 주도자이자 비세르비아계 주민에 대한 인종 청소를 자행한 혐의를 받고 있는 라도반 카라지치의 재판이 헤이그에 있는 국제 유고 전범 재판소에서 시작되었다.
- 온두라스의 임시정부 대통령 로베르토 미첼레티의 조카가 누군가에 의해 살해된 채 발견되었다.
- 남수단 자치정부의 대통령이며 수단인민해방군(SPLA)의 지도자인 살바 키이르 마야르디트가 2011년 1월 9일에 남부 수단의 분리독립을 위한 주민투표를 강행하겠다고 밝혔다.

## 2009년10월 26일
- 대한민국의 천주교와 불교, 개신교, 원불교 등 4대 종단이 사형 제도 폐지를 촉구하는 공동성명을 발표했다.
- 대한민국의 서울중앙지방법원은 황우석 박사에 대한 선고공판에서 징역 2년과 집행유예 3년을 선고했다.

## 2009년10월 22일
- 마이크로소프트의 새 운영체제인 윈도우 7의 판매가 시작되었다.
- MS사에서 윈도 서버 2008 R2버전이 출시되었다.
- 대한민국의 문국현 창조한국당 대표가 선거법 위반으로 징역 8월, 집유 2년을 선고받아 의원직을 상실하게 되었다.
- 천주교정의구현전국사제단의 문규현 신부가 단식 도중 심장마비 증세를 보여 병원으로 옮겨졌다. 문규현 신부는 10월 24일 의식을 회복했다.
- 대한민국의 가수인 원더걸스의 싱글곡 《Nobody》가 빌보드 핫 100에 올라 76위를 기록하였다. 빌보드 핫 100 진입은 대한민국 최초이며, 동양인으로는 1963년 큐 사카모토, 1979년 핑크 레이디, 1980년 옐로 멍키 오케스트라 이후 30년 만이다.

## 2009년10월 21일
- 대한민국 서울시가 돈의문을 2013년까지 원형대로 복원하겠다고 밝혔다.
- 제90회 전국체전 마라톤 대회에서 이봉주가 은퇴 경기를 가졌다.
- 마샬 제도의 대통령 리토콰 토메잉이 국민 소환에 의해 탄핵되었다고 AFP 통신이 보도했다.

## 2009년10월 19일
- 이란 남동부 피신시에서 자살폭탄테러가 발생하여 42명이 숨졌다.

## 2009년10월 18일
- 대한민국의 김연아 선수가 2009-2010 국제빙상경기연맹 피겨 시니어 그랑프리 1차 대회에서 역대 여자 싱글 최고점수를 경신했다.
- 대한민국 동해해양경찰서는 독도 앞바다에서 폐기물 수거 작업을 하던 선박이 침몰하여, 실종된 선원은 총 5명이라고 밝혔다.
- 대한민국 가수 슈퍼주니어의 멤버 강인이 음주운전 사고를 내고 달아난 뒤 경찰에 출두해 자수했다.
- 대한민국 보건복지가족부가 2010년 3월부터 치매에 걸린 저소득층 노인에게 약값이 지원하기로 했다.
- 대한민국의 산악인 오은선이 악천후로 안나푸르나 등반에 실패하여 세계 여성산악인 최초의 히말라야 8000m급 14좌 완등이 사실상 실패하였다.

## 2009년10월 17일
- 대한민국의 군이 관리하던 국가기관 접속용 인터넷 인증서가 지난 3월 유출돼 해커에 의해 국가 관리 문서들이 제 3국으로 새나간 사실이 뒤늦게 밝혀졌다.

## 2009년10월 16일
- 대한민국 인천대교가 완공되었다.
- 대한민국에서 신종플루로 인한 사망자가 두 명 더 증가하여 18명이 되었다.
- 대한민국 방송통신위원회는 영리목적의 광고성 스팸문자 방지를 위하여 문자 1일 발송한도를 1천건에서 500건으로 축소한다고 밝혔다.
- 볼리비아, 베네수엘라, 에콰도르 등 중남미 좌파국가 정상들이 2010년부터 지역 공동통화인 수크레를 사용하기로 합의하였다.
- 뮤직뱅크에서 대한민국의 가수 BEAST가 데뷔하였다.

## 2009년10월 15일
- 프랑스 카다라슈에서 폐쇄 핵시설의 해체작업 도중에 보관함에서 플루토늄 22kg이 발견돼 해체작업을 즉각 중단했다고 원자력안전청(ASN)이 발표했다.

## 2009년10월 13일
- 한국철도공사가 서울역에서 열린 '타자! 기차를!' 발대식에서 KTX-산천을 처음 공개했다. KTX-산천은 2010년 3월부터 운행에 들어간다.

## 2009년10월 12일
- 사상 최초로 여성이 노벨 경제학상 수상자로 선정되어 발표되었다.

## 2009년10월 10일
- 대한민국 부산에서 제 14회 부산국제영화제(14TH PIFF) 기간 중에 배우 전도연이 프랑스 정부로부터 문화예술 공로훈장인 기사장(슈발리에)을 수여받았다.
- 대한민국에서 14번째 신종 플루 사망자가 나왔다.

## 2009년10월 9일
- 미국의 대통령인 버락 오바마가 2009년 노벨 평화상 수상자로 결정되었다.
- 미국항공우주국(NASA)에서 달표면에 물이 존재하는지의 여부를 파악하기 위해 충돌 실험을 벌였다.

## 2009년10월 8일
- 대한민국 부산에서 제 14회 부산국제영화제(14TH PIFF)의 개막식이 열렸다.
- 독일의 헤르타 뮐러가 2009년 노벨 문학상의 수상자로 결정되었다고 스웨덴 아카데미가 밝혔다.

## 2009년10월 7일
- 이스라엘의 아다 요나트, 인도의 벤카트라만 라마크리시난, 미국의 토머스 스타이츠가 2009년 노벨 화학상을 공동수상하게 되었다고 스웨덴 왕립 고등 과학원이 발표했다.

## 2009년10월 6일
- 중국의 찰스 카오, 캐나다의 윌러드 보일, 미국의 조지 E. 스미스가 2009년 노벨 물리학상을 공동수상하게 되었다고 스웨덴 왕립 고등 과학원이 발표했다.
- 대한민국 서울 종로구에 위치한 세종로에 세종대왕 동상이 운반되었다. 9일 한글날에 제막식을 통해 공개된다.
- 대한민국에서 신종 플루로 인한 13번째 사망자가 나왔다.

## 2009년10월 5일
- 영국의 잭 쇼스택, 오스트레일리아의 엘리자베스 블랙번, 미국의 캐럴 그라이더가 노벨 생리학·의학상을 공동수상하게 되었다고 카롤린스카 의학 연구소가 발표했다.

## 2009년10월 4일
- 일본의 전 재무상인 나카가와 쇼이치가 자택에서 숨진 채 발견되었다.
- 그리스에서 총선이 실시되어 범그리스 사회주의 운동이 집권당인 신민주주의당을 누르고 승리했다.

## 2009년10월 3일
- 이집트 수에즈의 무바라크 스타디움에서 열린 FIFA U-20 월드컵 2009 C조 예선 3차전에서 대한민국 축구 U-20 대표팀이 미국을 3-0으로 꺾고 16강에 진출하는데 성공하였다.
- 대한민국 국세청이 민주당에 제출한 자료에 따르면, 올 상반기 국세 징수액은 지난해 상반기보다 10.5% 감소하였다고 알려졌다.
- 아일랜드에서 실시된 "리스본 조약 비준을 위한 국민 투표"에서 찬성 67.13%-반대 32.87%로 비준이 통과되었다

## 2009년10월 2일
- 덴마크 코펜하겐에서 열린 제121차 IOC 총회에서 브라질의 리우데자네이루가 2016년 하계 올림픽 개최지로 선정되었다.
- 베트남 국영기업체 석탄광업공사(비나코민)의 최고경영자 도안 반 끼엔 회장이 불법적 경영과 경영부실 등의 이유로 사퇴했다고 보도되었다.

## 2009년10월 1일
- 대한민국 강원도 강릉시 주문진을 통해 조선민주주의인민공화국 주민 11명이 전마선이라는 작은 어선을 타고 귀순했다.
- 중국이 건국 60주년을 기념하는 행사를 열었다.
- 미국 과학저널 사이언스에 아르디피테쿠스의 뼈 조각을 재구성, 전반적인 모습을 복원한 사진을 공개하였다.